# Pulpito di Sant'Andrea
Il pulpito della chiesa di Sant'Andrea di Pistoia è il capolavoro di Giovanni Pisano.

## Storia
Iniziato nell'anno 1298 e terminato nel 1301, vi si può misurare il rapporto con le analoghe opere scolpite dal padre (i pulpiti del Battistero di Pisa e del Duomo di Siena). Poche sono le testimonianze relative a quest'opera se non l'iscrizione in lingua latina che corre tra le arcatelle ed i parapetti in cui si testimoniano il committente Arnoldo, i tesorieri Andrea Vitelli e Tino di Vitale, e l'artista Giovanni Pisano, lodatissimo artefice che in questo pulpito "seppe superare il padre in sapienza".

## Descrizione

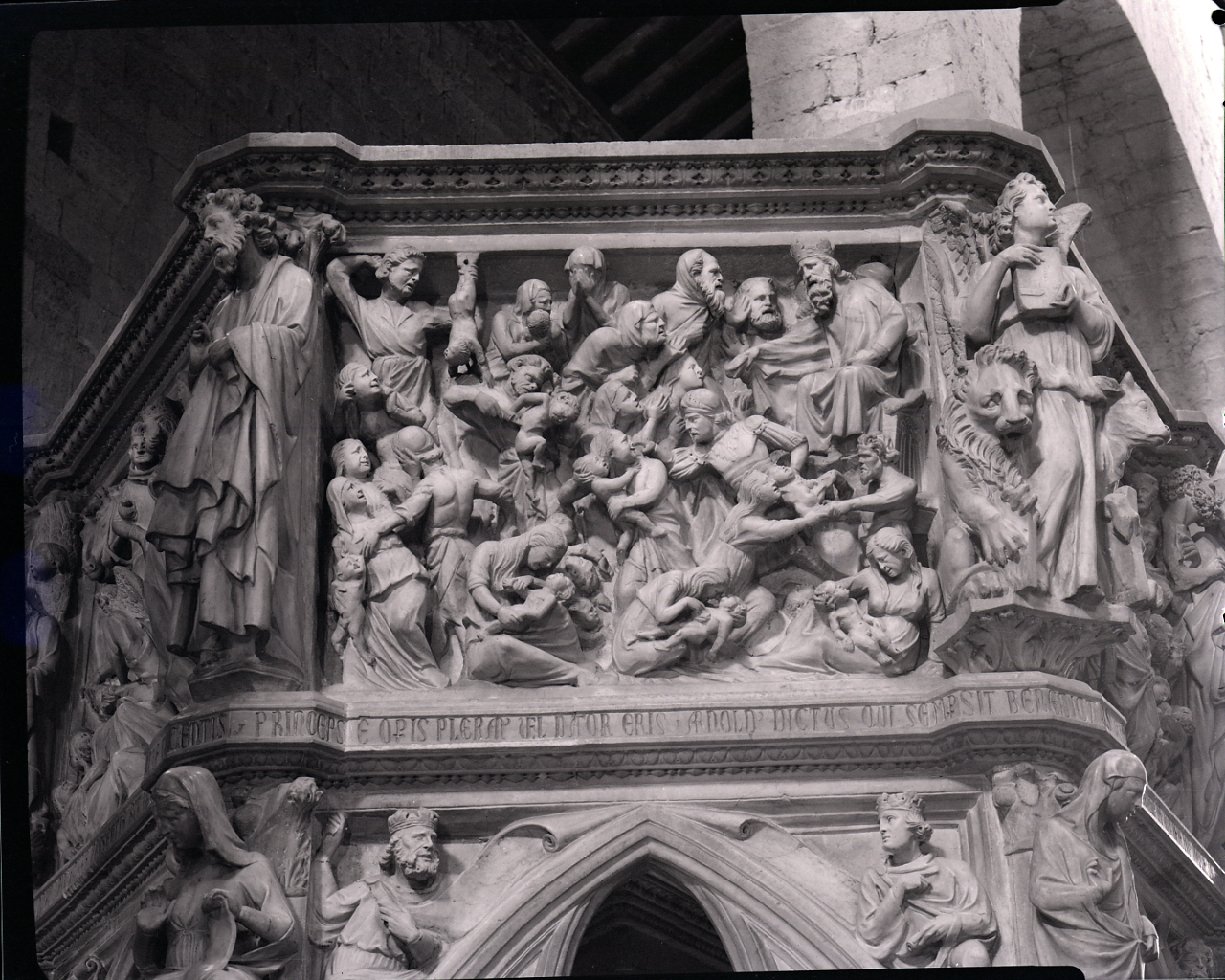
Dettaglio. Foto di Paolo Monti, 983

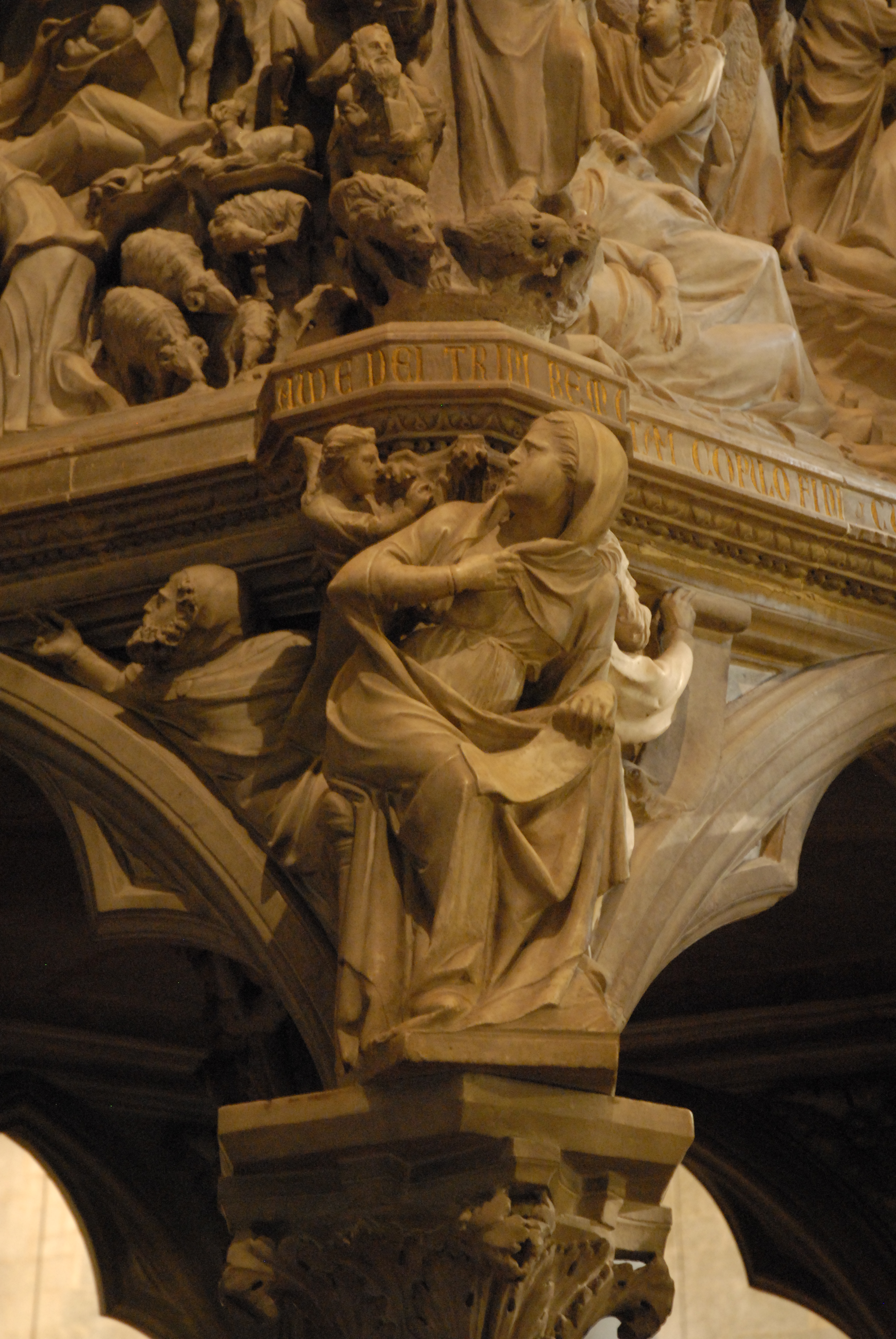
Sibilla

La struttura riprende quella del pulpito del Battistero pisano: di forma esagonale appoggia su sette colonne (sei ai vertici ed una centrale) di cui due sorrette da leoni stilofori ed una da uno straordinario telamone ricurvo, mentre la colonna centrale poggiante su tre figure: un leone alato, un'aquila e un grifone, Infine le ultime tre poggiano direttamente a terra. L'organizzazione dei rilievi del parapetto, intervallati solo da altre figure collocate agli angoli, riprende invece il pulpito di Siena. Gli archetti trilobati che sorreggono la parte superiore sono più rialzati, a sesto acuto, quindi maggiore è lo slancio verticale dell'opera. 
Il programma iconografico del pergamo riprende i modelli paterni, con Allegorie nel pennacchio degli archetti, Profezie (ovvero sei sibille per il mondo pagano e dieci profeti per il mondo giudaico) a figura intera, appoggiate sulle mensole dei capitelli, ed i cinque parapetti del pulpito con Storie della vita di Cristo:
1. Annunciazione, Natività, Bagno di Gesù e Annuncio ai pastori
2. Sogno e adorazione dei Magi
3. Strage degli Innocenti
4. Crocifissione
5. Giudizio Universale
6. Il sesto parapetto non esiste perché su quel lato vi è aperto l'accesso.

Le scene sono molto affollate, come nel pulpito di Siena, ma a paragone con la ritmica organizzazione dell'insieme di Nicola Pisano, qui le figure scolpite da Giovanni sembrano emergere improvvisamente dal background (altorilievo), con bruschi giochi di luce ed ombra che scaturiscono dal diverso livello di rilievo di ciascuna figura e dall'estrema ricerca di dinamismo. Uno dei riquadri più notevoli è quello del Massacro degli innocenti, dove è posto in scena un movimento vorticoso dei personaggi con accentuato espressionismo degli aspetti, deformati dalla pena, dalla paura, dalla costernazione. Inoltre c'è un virtuosismo nel contrapporre figure con dettagli preziosamente rifiniti e altre sbozzate, con effetti di contrasto drammatico. Mai fino ad ora un artista medioevale era riuscito a rendere così vivo un dramma. Pisano si ispirò a modelli tedeschi o alle scene più toccanti della Colonna Traiana.
Notevole è la novità anche in una delle sibille, che si volta con uno scatto quasi spaventato verso un angelo che da dietro le suggerisce le rivelazioni profetiche.
L'aquila reggilibro, simbolo dell'evangelista Giovanni, è oggi una copia. L'originale si trova oggi al Metropolitan Museum di New York, l'altro leggio si trova al Bode Museum di Berlino.

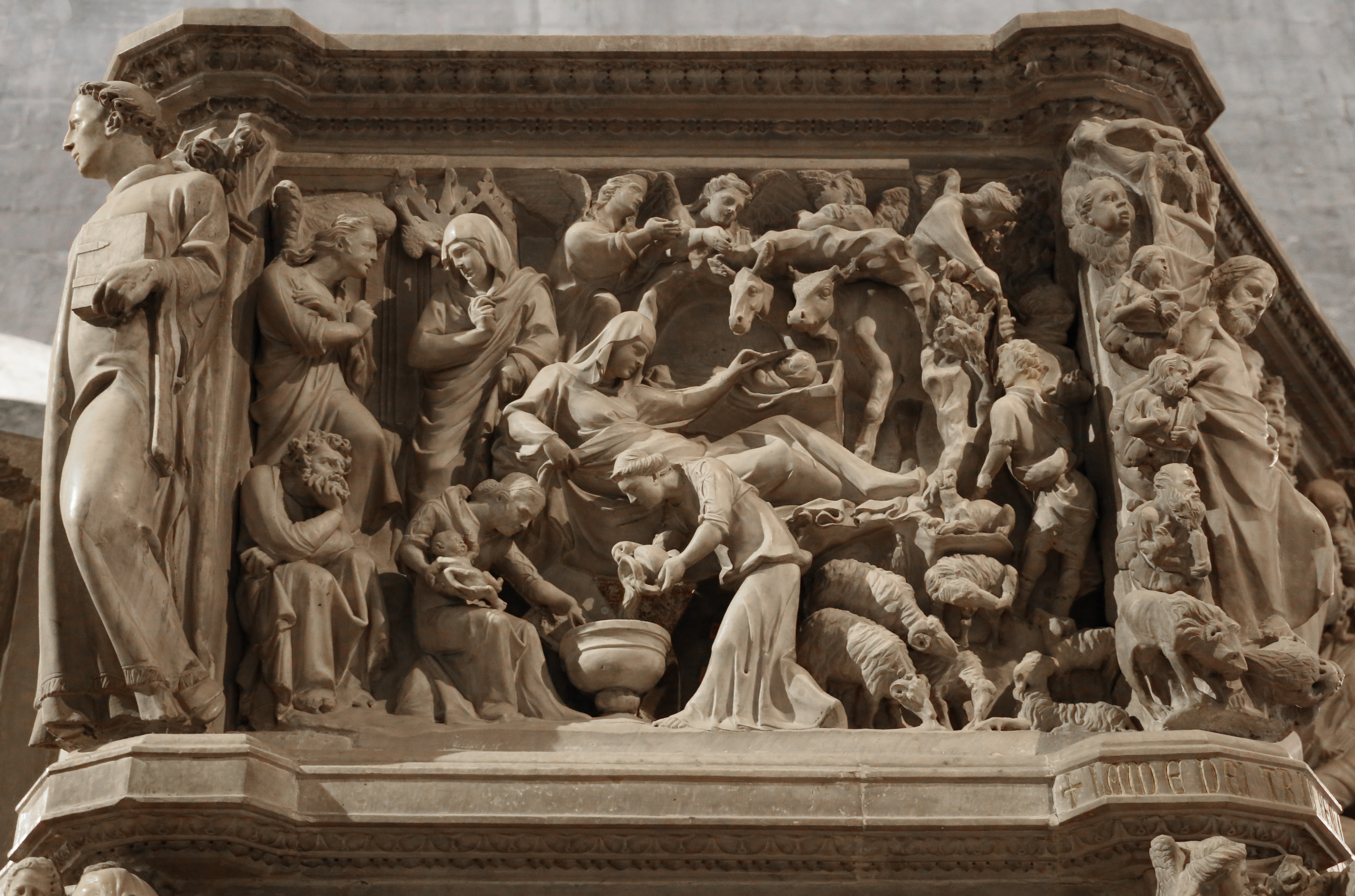
Natività
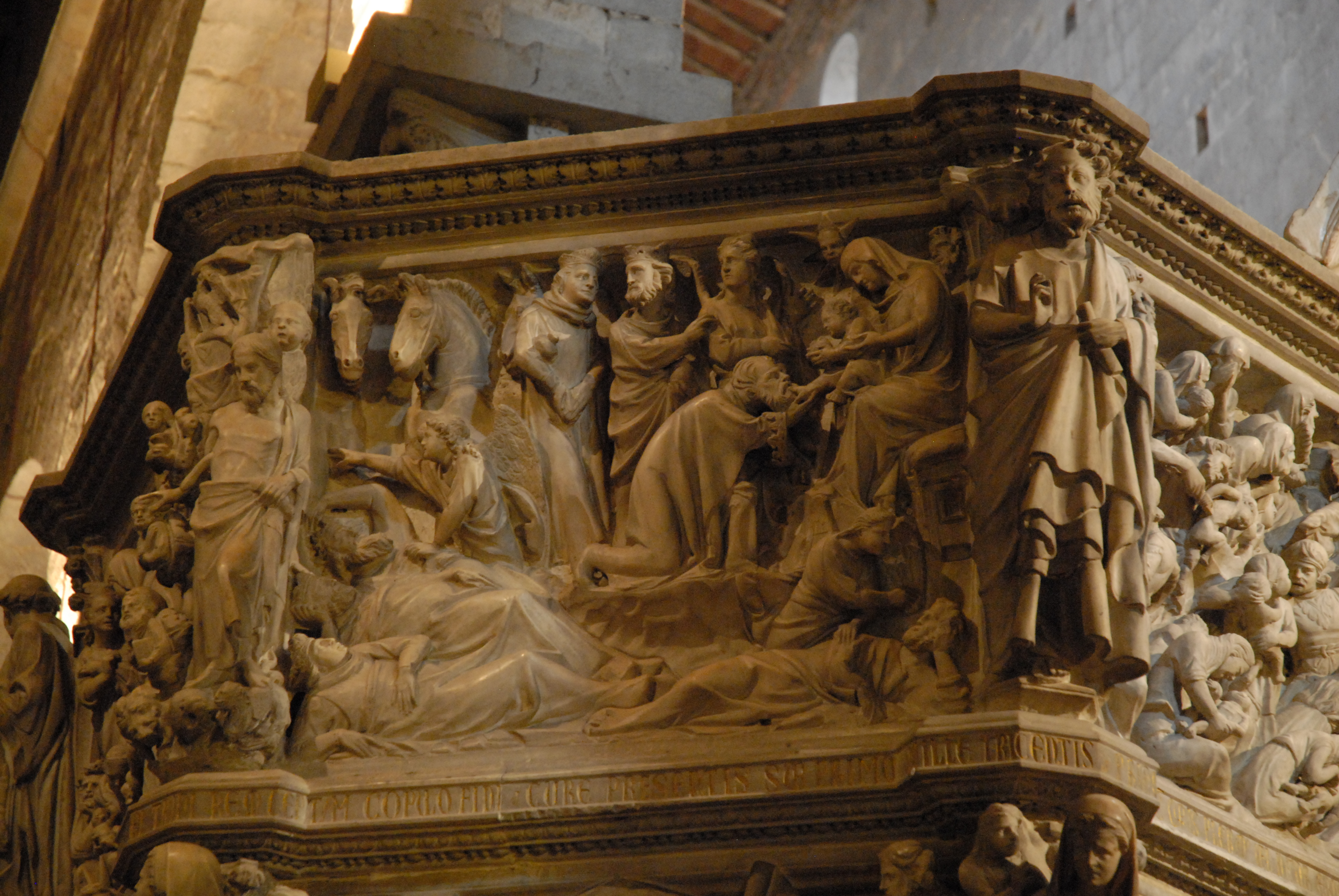
Adorazione dei Magi
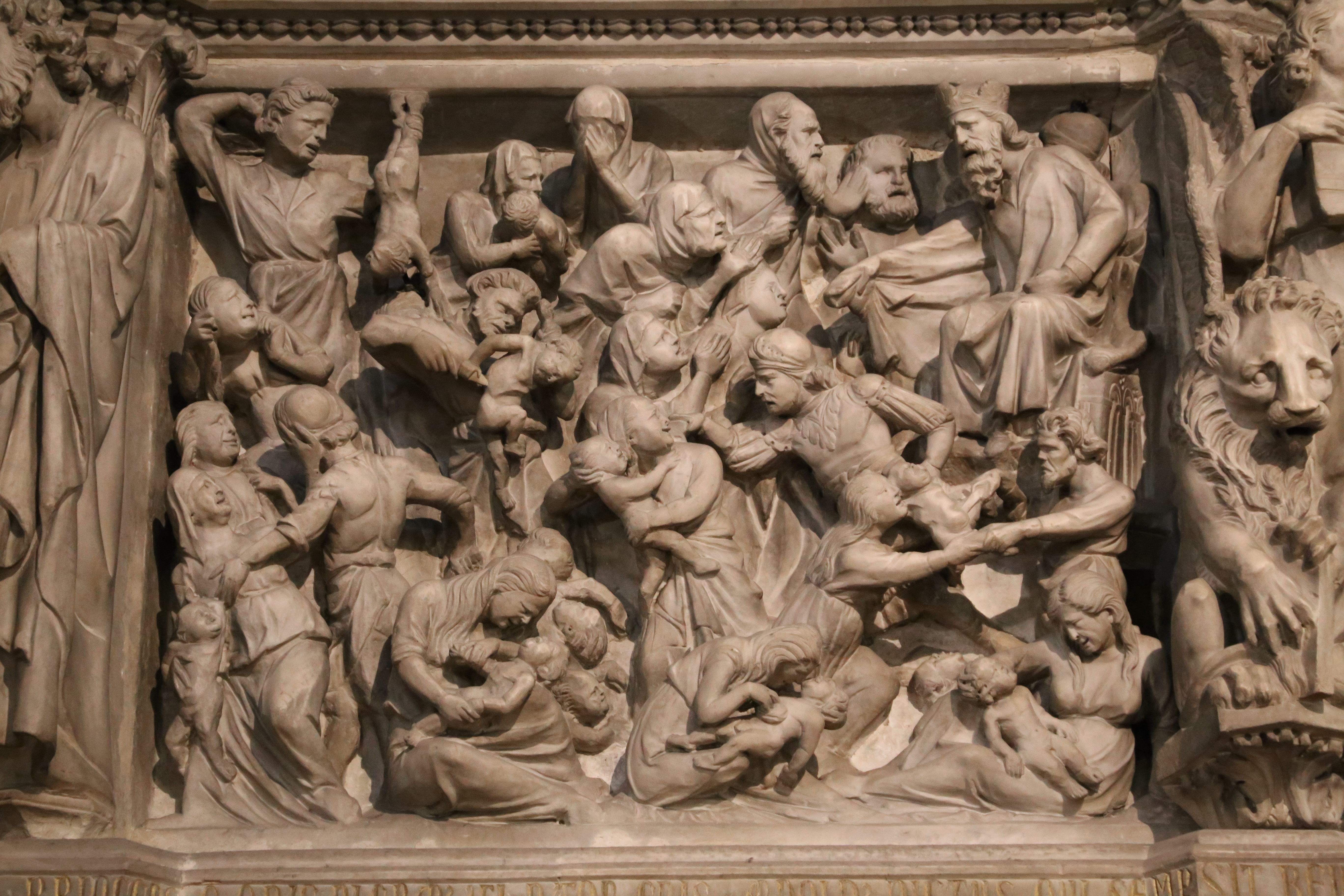
Strage degli Innocenti
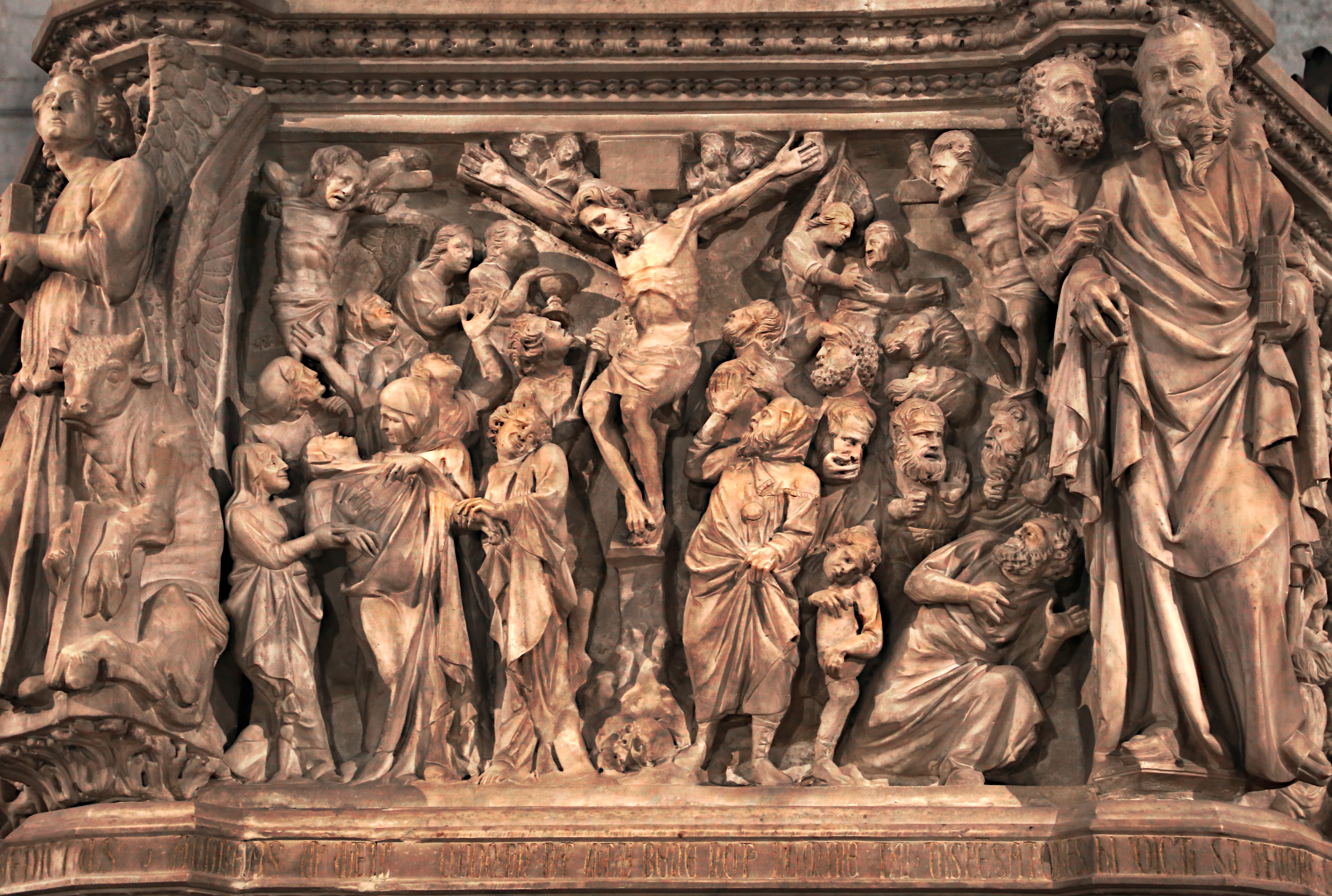
Crocifissione
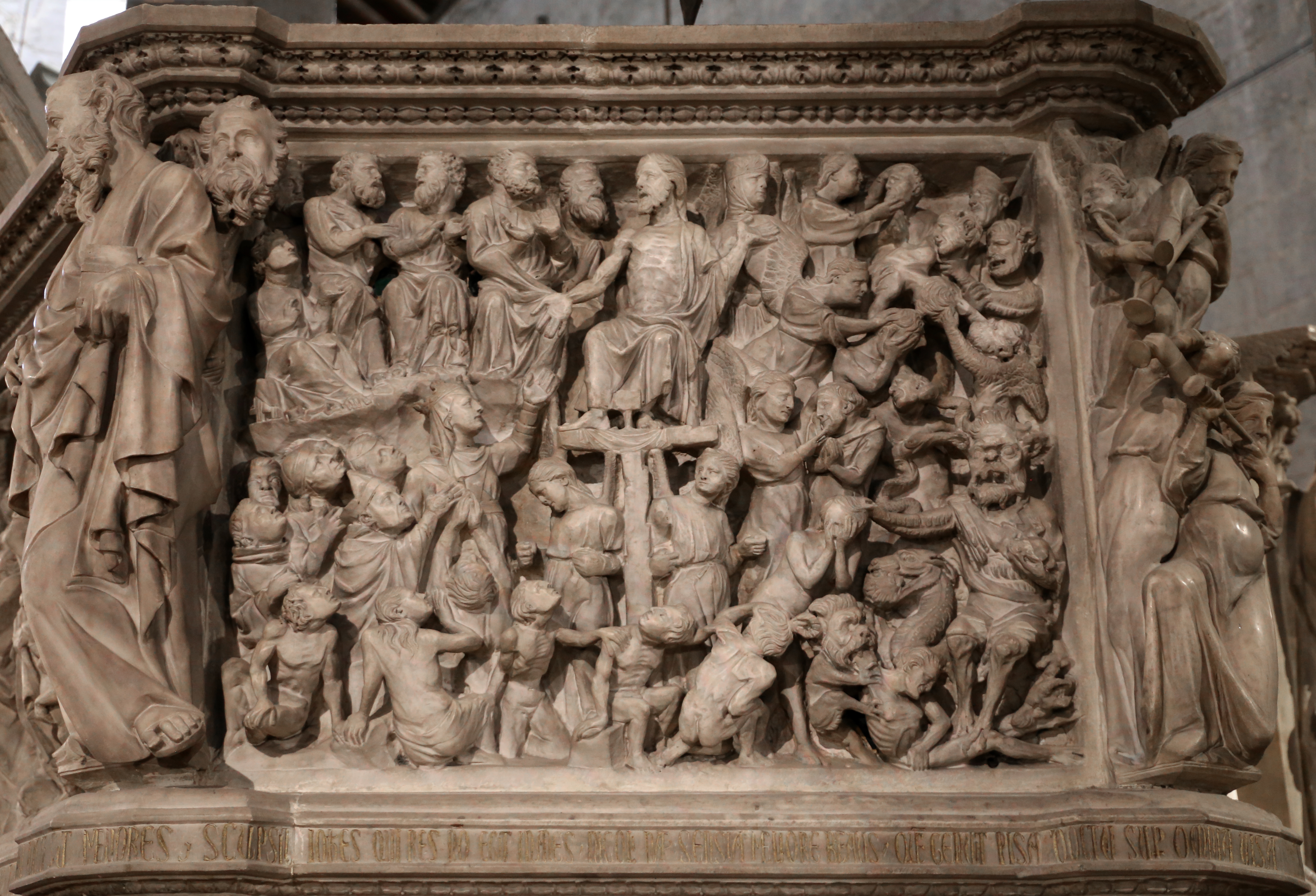
Giudizio universale
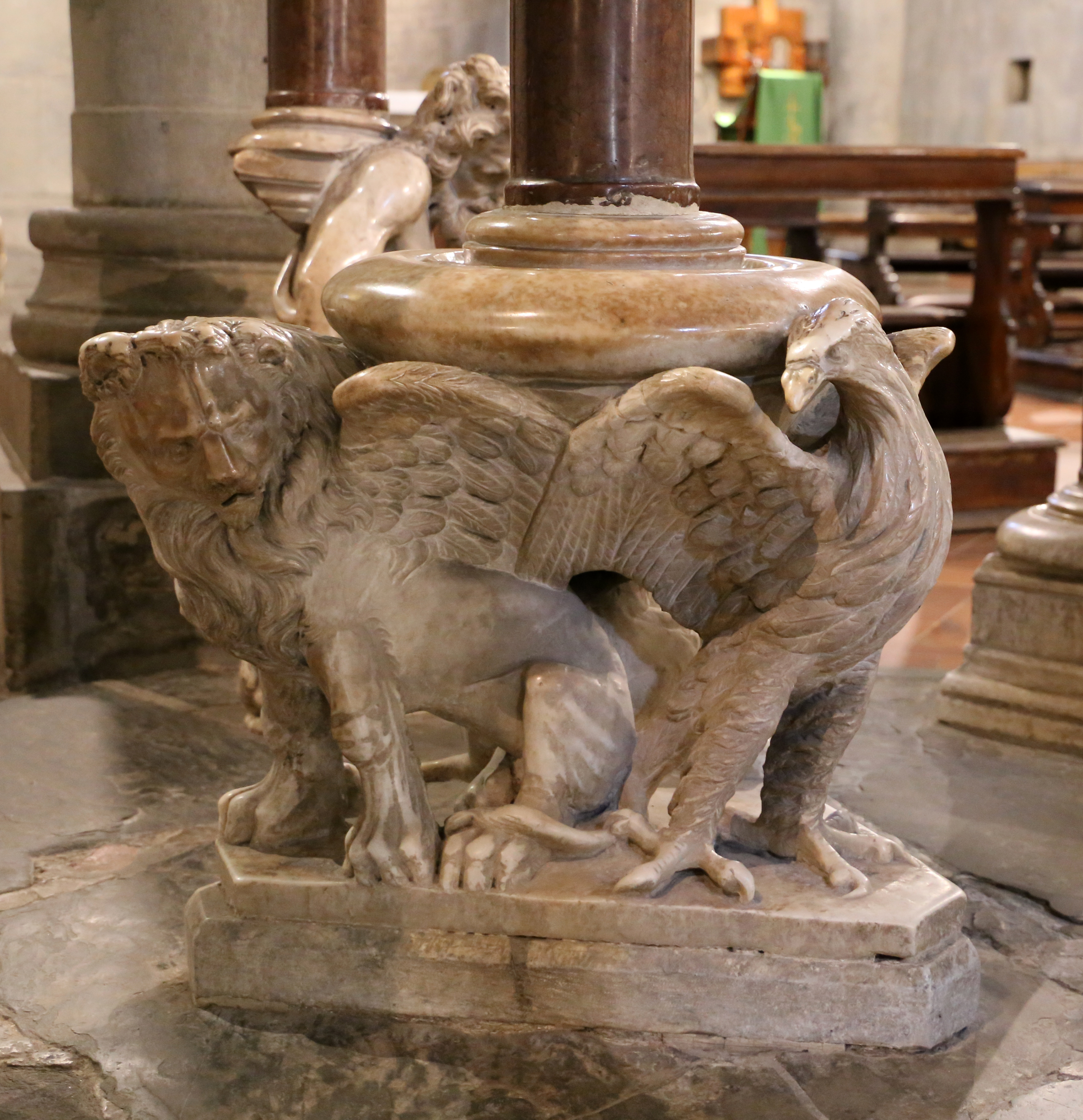
La base
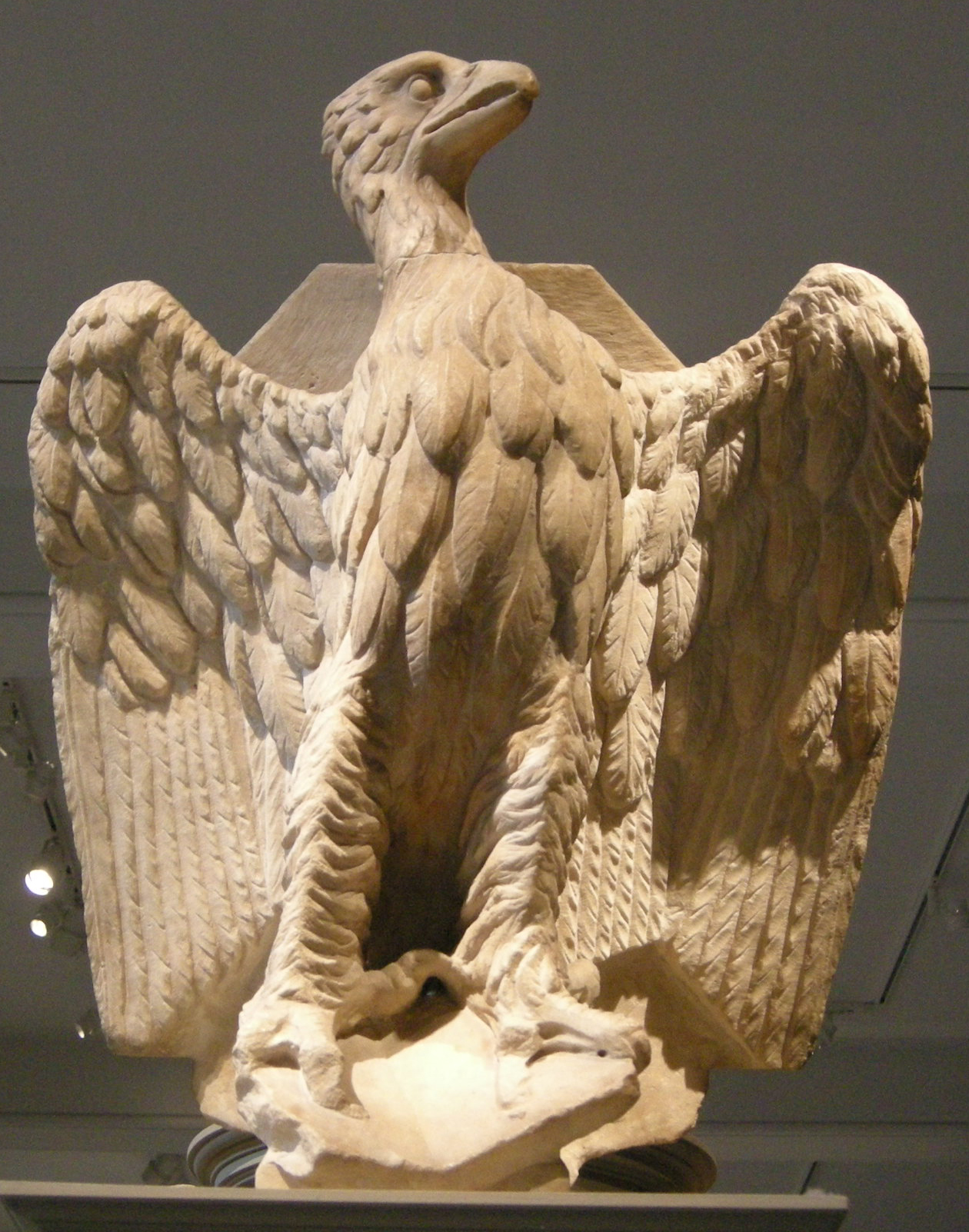
L'aquila originale, al MET
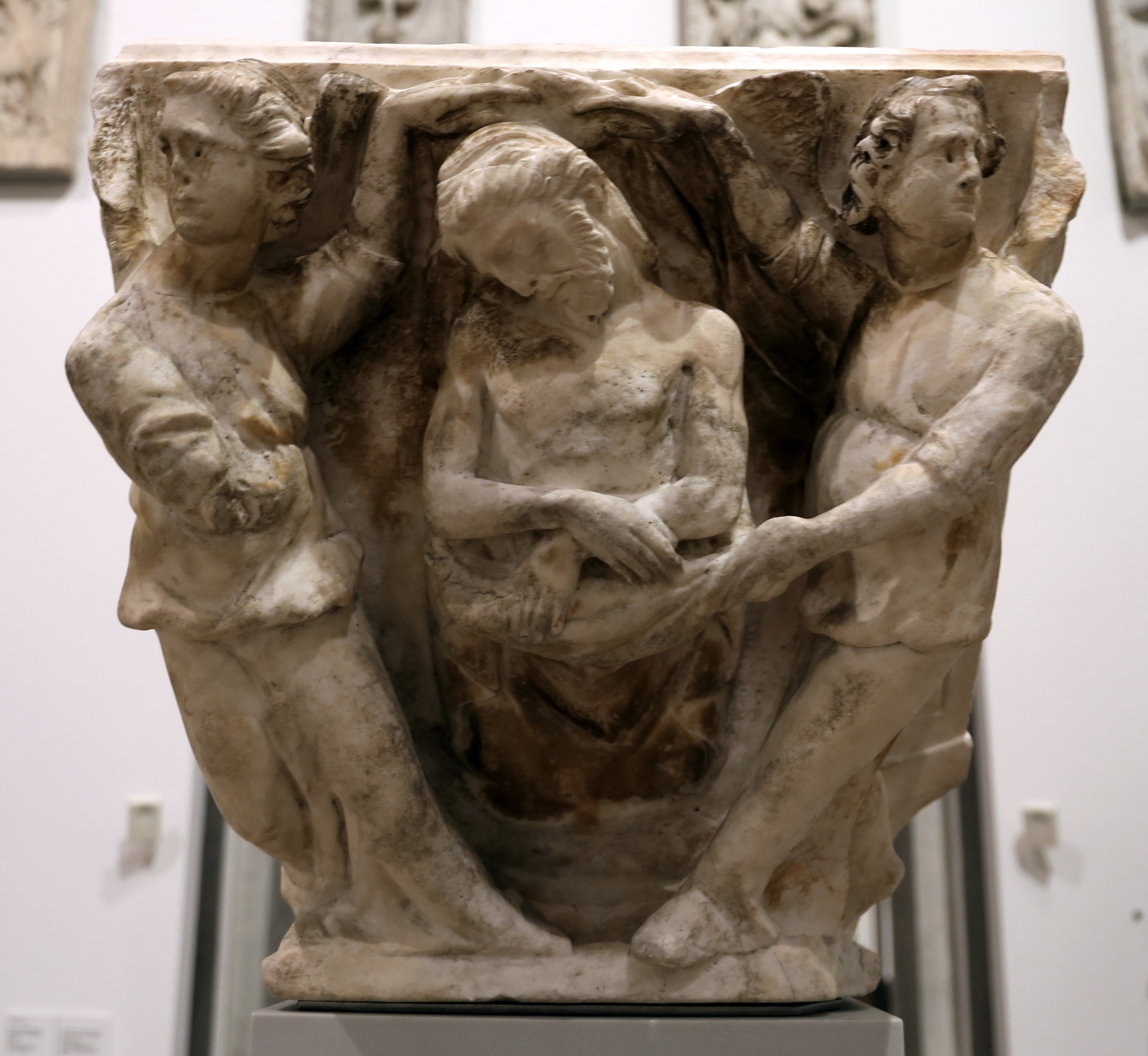
Leggio, Bode-Museum Berlin